# Газопереробний завод Фурклюс
Газопереробний завод Фурклюс — підприємство сирійської нафтогазової промисловості, розташоване на заході провінції Хомс.
Завод спорудили з розрахунку на обслуговування газових родовищ Абу-Рабах, Комком та Аль-Фаїд-Північ. Він є частиною проєкту South Middle Area Gas Exploitation Project (SMAGP) і також відомий як ГПЗ-1 (як ГПЗ-2 в цьому випадку виступає завод проєкту North Middle Area Gas Exploitation Project).
Завод, генеральним підрядником будівництва якого виступала російська компанія «Стройтрансгаз», став до ладу 2009 року. Він може приймати 7,5 млн м3 газу на добу та за проєктом має річну потужність на рівні 2,2 млрд м3 товарного газу, 234 тис. м3 газового конденсату та 23 тисячі тонн зрідженого нафтового газу (пропан-бутанова фракція). Також передбачене виробництво для власних потреб пропану, який використовується в процесі охолодження, в обсягах 4 тонни на добу.
Товарний газ може видаватись через трубопроводи Арак – Хомс – Зайзун, Омар II та Джбейсса – Хомс, які поблизу ГПЗ Фурклюс прямують в одному коридорі.
Під час громадянської війни 2010-х років ГПЗ Фурклюс жодного разу не потрапляв до рук повстанців, проте все-таки в якийсь момент був вимушений призупинити роботу. В 2017-му його знову запустили за сприяння російських фахівців.
Можливо відзначити, що побіч з майданчиком SMAGP є газопереробний завод Ебла.